# Écureuil terrestre à queue ronde
Xerospermophilus tereticaudus
Espèce
Statut de conservation UICN

 LC  : Préoccupation mineure
L'Écureuil terrestre à queue ronde (Xerospermophilus tereticaudus) est un rongeur de la famille des Sciuridés qui vit dans une zone restreinte de l'Aridamérique (du sud-ouest des États-Unis et du nord du Mexique).